# Glyfada
Glyfada este un oraș în Grecia.